# Merhawi Mebrahtu
Merhawi Mebrahtu (* 21. September 2003) ist ein eritreischer Leichtathlet, der sich auf den Langstreckenlauf spezialisiert hat.

## Sportliche Laufbahn
Erste internationale Erfahrungen sammelte Merhawi Mebrahtu im Jahr 2021, als er bei den U20-Weltmeisterschaften in Nairobi in 7:55,50 min den vierten Platz im 3000-Meter-Lauf belegte und über 5000 Meter in 13:40,63 min auf Rang fünf gelangte. Im Jahr darauf startete er im 5000-Meter-Lauf bei den Weltmeisterschaften in Eugene und schied dort mit 13:24,89 min in der Vorrunde aus. Anschließend gewann er bei den U20-Weltmeisterschaften in Cali in 14:03,33 min die Silbermedaille über 5000 Meter. 2023 wurde er bei den Weltmeisterschaften in Budapest nach 28:50,62 min 19. im 10.000-Meter-Lauf und im Jahr darauf belegte er bei den Afrikaspielen in Accra in 30:02,26 min den achten Platz. Kurz darauf wurde er bei den Crosslauf-Weltmeisterschaften in Belgrad nach 29:40 min 28. im Einzelbewerb. Im August startete er über 10.000 Meter bei den Olympischen Sommerspielen in Paris und lief dort nach 27:24,25 min auf dem 15. Platz ein.

## Persönliche Bestleistungen
- 3000 Meter: 7:55,50 min, 18. August 2021 in Nairobi
- 5000 Meter: 13:04,49 min, 15. Mai 2022 in Huelva (eritreischer U20-Rekord)
- 10.000 Meter: 26:55,51 min, 14. Juni 2024 in Nerja
- 10-km-Straßenlauf: 28:18 min, 14. Januar 2024 in Valencia